# قریه العلیا
قریه العلیا (به عربی: قرية العليا) یک منطقهٔ مسکونی در عربستان سعودی است که در استان شرقی (عربستان سعودی) واقع شده‌است.